# スタンダードブレッド
スタンダードブレッド（Standardbred）とは、温血種・中間種に分類される馬の品種の1つ。別名アメリカントロッターとも。主な用途は競馬と乗馬であり、競走馬としての需要はサラブレッドに次ぐ規模にある。全速力ではサラブレッドにかなわないため平地競走に使われることは稀であるが、速歩が得意なため主に繋駕速歩競走に使用されている。

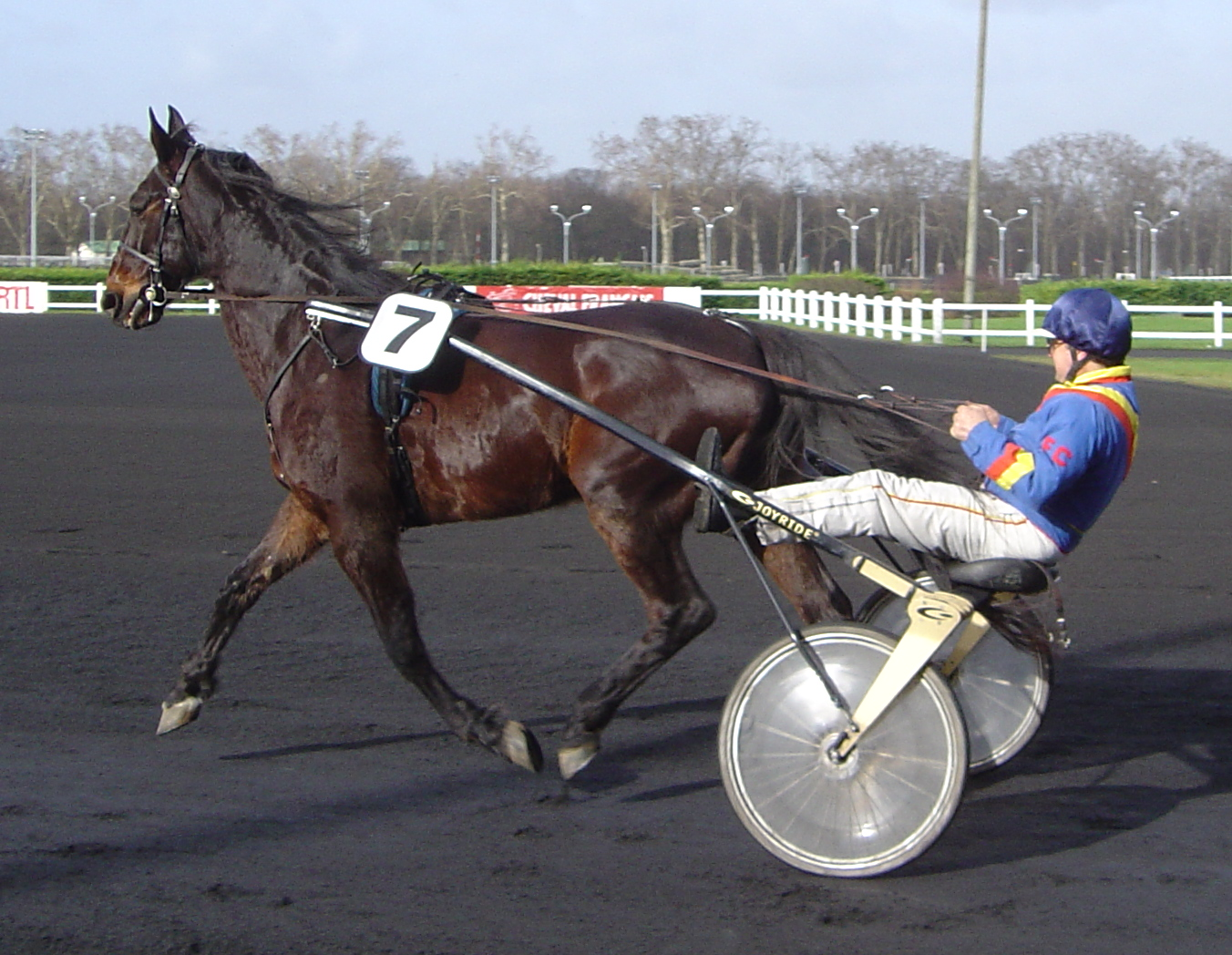
繋駕速歩競走の練習

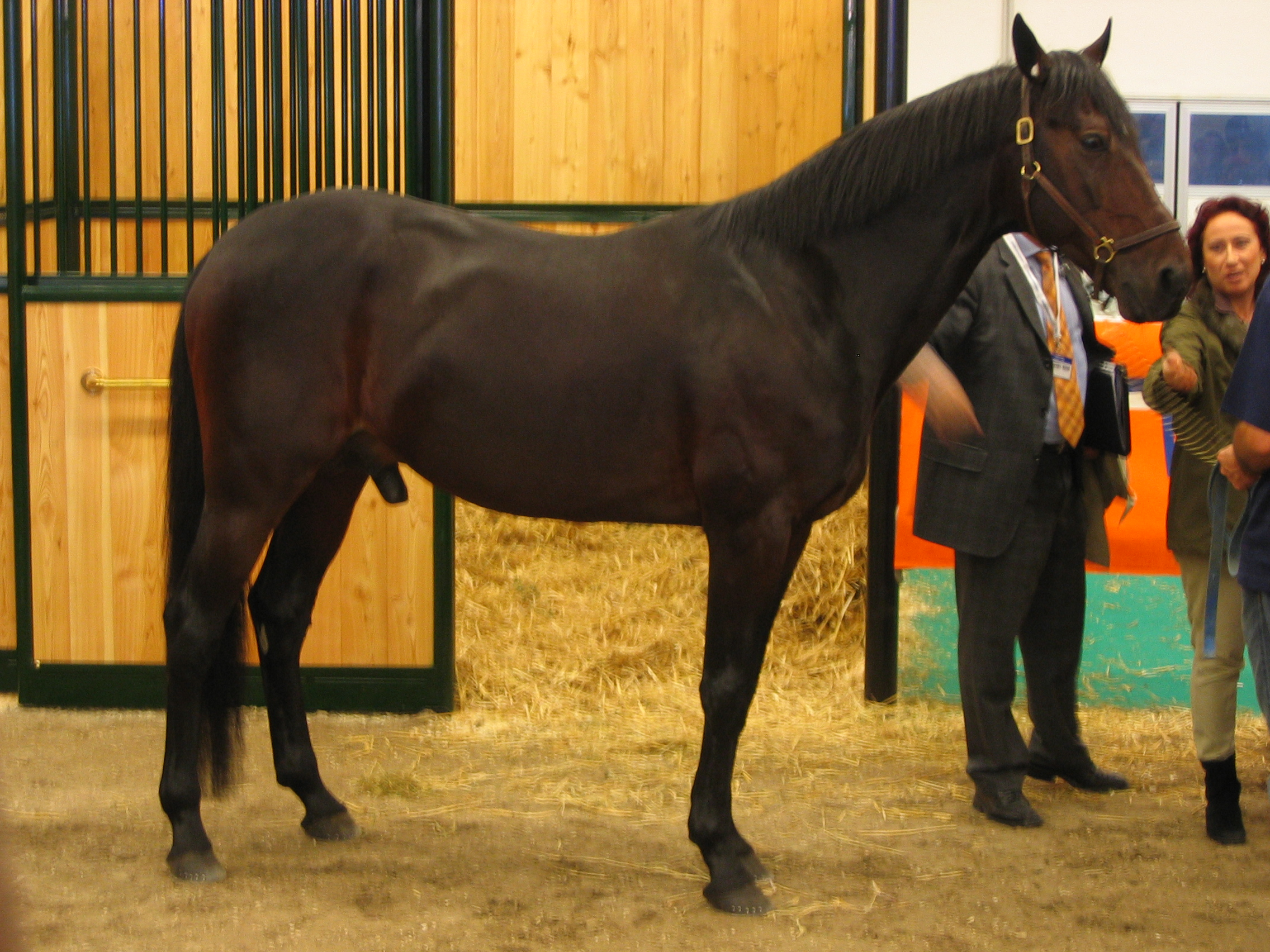
イタリアの名馬ヴァレンヌ

## 特徴
身体的な特徴は体高が160cm付近、体重は450kg程度が標準的。サラブレッドより丈夫で、少しがっしりとした体格をもち、体が長く足が短い。性質もサラブレッドよりは温厚で扱いやすいとされる。毛色は鹿毛と青鹿毛が多いがそれ以外も見られる。品種を特徴付けているのは速歩が得意なことで、これはこの品種の改良目的でもあった。
同じスタンダードブレッドでも、競走馬としては走法の違いによってトロッター（Trotter、斜対歩）とペーサー（Pacer、側対歩）に分けられており、レースでも区別されている。一般にペーサーの方が早く、1マイル（約1600m）において1分50秒を切るタイムが計測されたことがある。

## 生産状況
繋駕速歩競走又は騎乗速歩競走（フランスなど）の盛んな北米、オセアニア、ヨーロッパなどでは盛んに生産され、世界では毎年5万頭以上生産されている。
日本においてはかつては軍馬として使役され、競馬においても平地競走を含め優秀な成績を収めていた（豊平 (馬)を参照）。1971年に速歩競走の1つである繋駕競走（けいがきょうそう）が廃止されてからはほとんど生産されていないが、生産されたものは温和な性格を利用して乗馬や当て馬として使役されている。

## 歴史
スタンダードブレッドの成立は19世紀まで遡る。同じく北米で成立したクォーターホース等と同じくアメリカ開拓期にヨーロッパから連れてきたサラブレッドに、アラブやカナディアンペーサーやノーフォークトロッター、モルガン等を交配し改良を重ね作られた。スタンダードブレッドという言葉が初めて使われたのは1879年。この品種として認められるためには1マイル（約1600m）において2分30秒という基準（スタンダード）に達しなければならなかったためと言うのが語源である。1939年以後トロッティングホース協会によって血統が管理されている。
現在のスタンダードブレッドは、父系を遡ればハンブルトニアン（Hambletonian 1849年アメリカ）にたどり着き、さらにサラブレッドであるメッセンジャー（Messenger 1780年イギリス）そしてダーレーアラビアン（Darley Arabian）まで遡ることができる。これについては、フライングチルダーズ系を参照のこと。メッセンジャーとハンブルトニアンは、スタンダードブレッドにおける始祖とも言える存在であり、スタンダードブレッドによって行われる繋駕速歩競走の大レースであるメッセンジャーステークスとハンブルトニアンに名を残している。